# Austin-Healey
Austin-Healey è stato un marchio inglese di auto sportive.

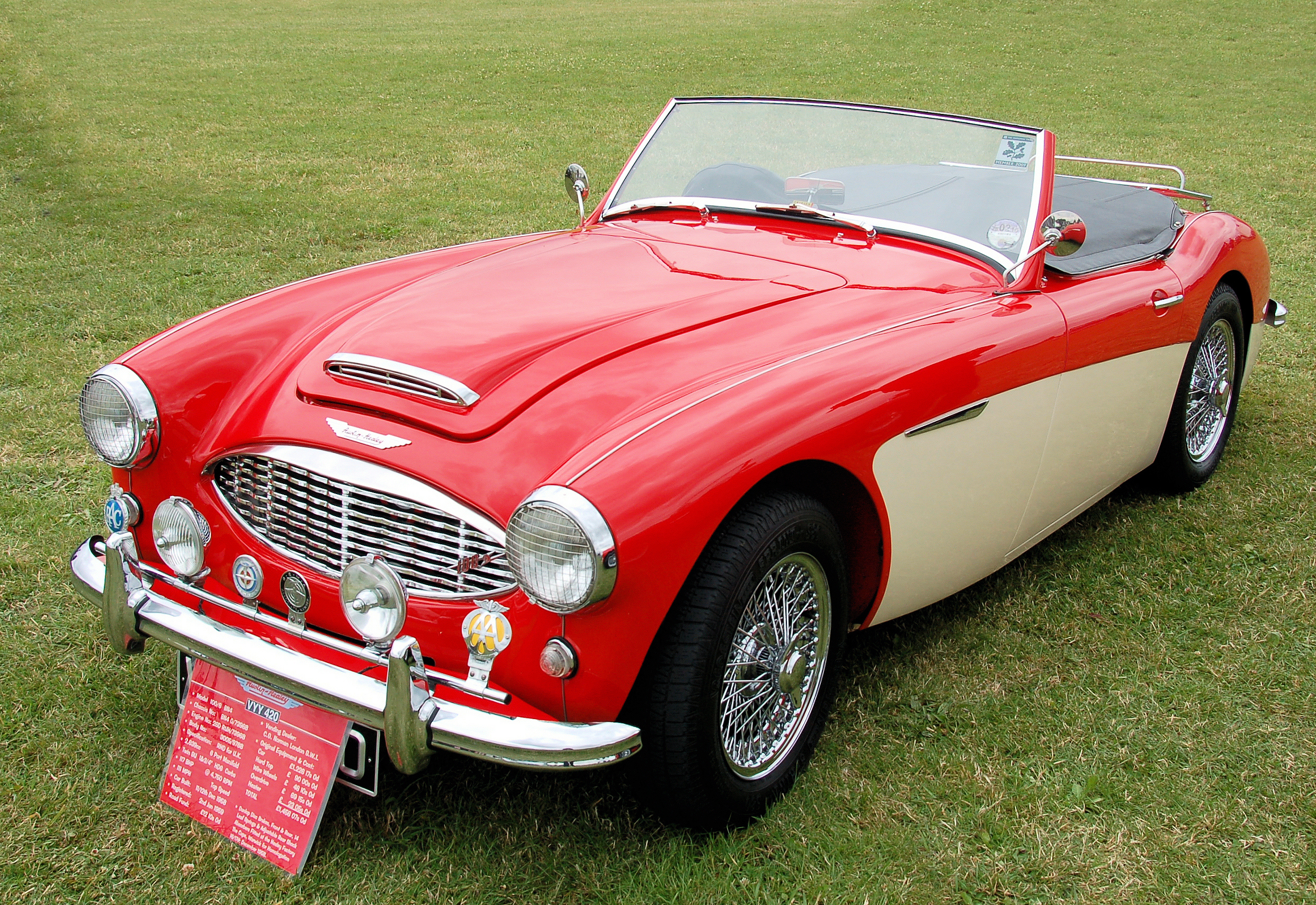
Una Austin Healey 100-6 del 1958

Il marchio fu fondato con una joint venture realizzata nel 1952 da Leonard Lord della divisione Austin Motor Company della British Motor Corporation (abbreviata BMC) e Donald Healey, rinomato pilota, progettista e designer automobilistico.
La Austin-Healey ha prodotto auto fino al 1972, quando l'accordo ventennale tra le parti giunse a scadenza. Healey lasciò l'azienda nel 1968, quando la BMC, già fusasi con la Jaguar per formare la British Motor Holdings, venne assorbita dalla British Leyland.
Il marchio Austin-Healey è attualmente di proprietà della SAIC, che ha acquistato il Gruppo MG Rover (successore della BMH), fallito nel 2005. Dopo che Donald Healey vendette la sua impresa originaria, la Donald Healey Motor Company, fu registrato un nuovo marchio, Healey Automobile Consultants, di proprietà della famiglia Healey fino al 2005, quando è stato acquistato dalla HFI Automotive.

## Modelli
- Austin-Healey 100
  - 1953 - 1955 BN1 Austin-Healey 100
  - 1955 Austin-Healey 100S: prodotta in soli 50 esemplari, è una versione preparata per le gare con il corpo in alluminio, in cui la "S" sta per Sebring. Nel 1954 una Austin-Healey speciale da 220 cavalli ottenne diversi record mondiali di velocità nelle Bonneville Salt Flats in Utah, USA[2].
  - 1955 - 1956 BN2 Austin-Healey 100M: edizione limitata ad alte prestazioni
  - 1956 - 1957 BN2 Austin-Healey 100-4
  - 1956 - 1957 BN4 Austin-Healey 100-6: inaugura la serie con motore sei cilindri, versione 2+2
  - 1957 - 1959 BN4 Austin-Healey 100-6: passaggio ai carburatori SU da 1 3/4", mantiene la disposizione 2+2
  - 1958 - 1959 BN6 Austin-Healey 100-6: due posti secchi
- Austin-Healey 3000
  - 1959 - 1961 BN7 Mark I (2 posti), BT7 Mark I (2+2)
  - 1961 - 1962 BN7 Mark II (2 posti), BT7 Mark II (2+2), BJ7 Mark II (2 posti)
  - 1962 - 1964 BJ7 Mark II

- - 1964 - 1967 BJ8 Mark III
- Austin-Healey Sprite
  - 1958 - 1960 AN5 Mark I 'Bugeye - US'  'Frogeye - UK'

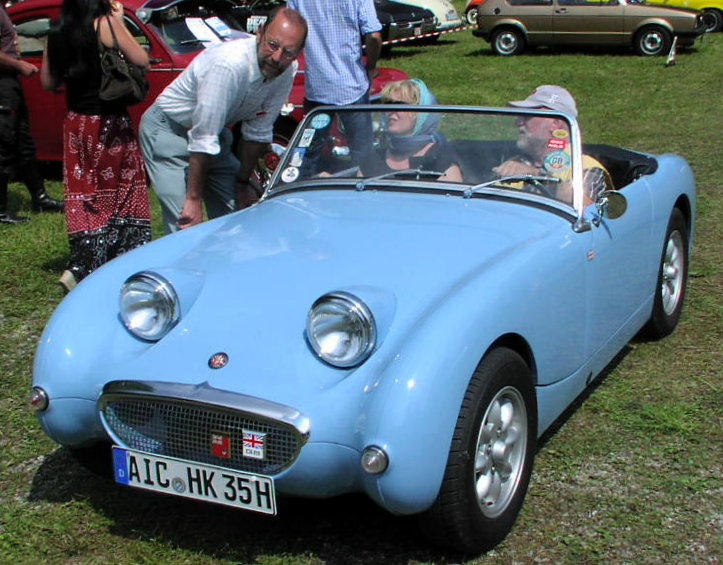
Una Austin Healey Sprite Mark I

  - Dopo la Bugeye, la AH Sprite progettata congiuntamente con la MG Midget (da qui il termine 'Spridget').
  - 1961 - 1964 AN6 - AN7 Mark II
  - 1964 - 1966 AN8 Mark III
  - 1966 - 1969 AN9 Mark IV
  - 1969 - 1971 AN10 Mark V: solo per il mercato britannico